# Digby Fairweather
Digby Fairweather (* 25. April 1946 in Rochford, Essex, England) ist ein britischer Jazzmusiker (Kornettist, Trompeter, Sänger) und Autor.

## Leben und Wirken
Fairweather begann seine Karriere als professioneller Jazzmusiker im Jahr 1977, nachdem er zuvor sieben Jahre mit verschiedenen lokalen Jazzbands in Essex gespielt hatte; sein erstes Album entstand 1975. Außerdem arbeitete er als Buchhändler und beschäftigte sich mit Jazz-Bibliographien und -Archiven. 1977 war er Mitbegründer des Keith Nichols Midnite Follies Orchestra, nahm eine Reihe von Soloalben auf und spielte in einem Quartett namens Velvet mit den Gitarristen Denny Wright und Ike Isaacs sowie dem Bassisten Len Skeat.
Im Jahr 1979 wurde er (zusammen mit dem Pianisten Stan Barker) Co-Direktor des Jazz Colleges, eines Non-Profit-Unternehmens, und war Mitglied der Formation Pizza Express All Stars. 1982 hatte Fairweather ein eigenes Quartett und spielte in der Band Kettners Five mit dem Bassisten Tiny Winters. Digbys Spiel war stark von Nat Gonella und Louis Armstrong beeinflusst; seine Band Digby’s Half Dozen war einige Jahre Begleitband des Sängers George Melly. Außerdem begleitete er den früheren Manfred-Mann-Leadsänger Paul Jones bei einer Reihe von Blues- und Jazz-Auftritten. Neben seiner Tätigkeit als Kornettist und Bandleader verfolgte Fairweather eine zweite Karriere als angesehener Rundfunkautor und Buchautor in Jazzgeschichte, wie des Buchs Jazz - The Rough Guide zusammen mit Ian Carr und Brian Priestley, in dem Fairweather vor allem für die Jazzmusiker des traditionellen Jazz und des Swing verantwortlich zeichnete.
Im Jahr 1985 spielte er in einem Sextett, das von Brian Priestley geleitet wurde und schrieb das Buch How to Play Trumpet. Zu dieser Zeit trat er häufiger in BBC-Sendungen bei Humphrey Lyttelton in der Show Best of Jazz auf. 1987 gründete Fairweather die Association of British Jazz Musicians und das National Jazz Archive. Im selben Jahr wurde er Leiter der Jazz Superkings. Fairweather brachte viele Jazzmusiker in die British Musicians’ Union (1990). In den frühen 1990er Jahren trat er in den Radiosendungen von London Jazz FM, wie Jazz Parade und Jazznotes auf. 1994 begann er mit der Great British Jazz Band zu arbeiten und setzte seine Solo-Projekte fort. 2008 arbeitete er im Digby’s Place, das im Railway Hotel, Clifftown Road, Southend on Sea, Essex untergebracht ist. In der Nachfolge des verstorbenen Humphrey Lyttelton ist er der Patron des Birmingham International Jazz Festival.

## Preise und Auszeichnungen
Die BBC Jazz Society würdigte ihn als Musiker des Jahres 1979; auf dem Cork Jazz Festival 1993 erhielt er den Benno Haussman Award. Mit seinen Half Dozen, zu denen Craig Milverton gehörte, gewann er 2005, 2006, jährlich zwischen 2012 und 2016 sowie 2019 den British Jazz Award. 2009 wurde er als Gründer des National Jazz Archive von diesem geehrt. Er wurde mit einem „APPJAG Special Award“ bei den Parliamentary Jazz Awards 2021 ausgezeichnet.

## Diskographische Hinweise
- Songs for Sandy (Hep, 1970, 1982) mit Tony Coe, Brian Lemon
- A Portrait of Digby Fairweather (Black lion, 1979–84)
- Jubilee (Candid Records, 1993) mit The Great British Jazz Band
- Squeezin’ the Blues Away (FMR Records, 1994)
- Things Ain't That What they used to Be (Robinwood, 2003)
- Notes from a Jazz Life (Acrobat, 2020)

## Publikationen
- Digby Fairweather: Notes from a Jazz Life. Northway Books, London 2002, ISBN 978-0-9537040-1-9 (Autobiographie).
- Ron Brown, Digby Fairweather: Nat Gonella. A Life in Jazz. Northway Books, London 2005, ISBN 978-0-9537040-7-1.
- Ian Carr, Digby Fairweather & Brian Priestley: Jazz. Der ultimative Führer zum Jazz; 1800 Bands und Künstler von den Anfängen bis heute („The Rough Guide to Jazz“). 2. Aufl. Metzler, Stuttgart 2004, ISBN 3-476-01584-X.